# Giải đua xe Công thức 1 2006
Giải đua xe Công thức 1 năm 2006 là giải Công thức 1 vô địch thế giới lần thứ 57. Giải diễn ra từ 12 tháng 3 đến 22 tháng 10 gồm 18 chặng đua với sự tham gia của 11 đội đua.
Tay đua người Tây Ban Nha, Fernando Alonso, và đội đua Renault đã bảo vệ thành công chức vô địch thế giới.
Michael Schumacher chính thức giã từ sự nghiệp ở vòng đua Brasil với vị trí thứ 2 toàn mùa giải.

## Quy định mới
- Cuộc đua phân hạng sẽ diễn ra ba vòng đua: vòng đua đầu tiên, thứ hai và cuối cùng lần lượt xếp các tay đua vào các vị trí xuất phát từ 17 đến 22, 11 đến 16 và 1 đến 10.

## Các đội đua
| Đội                    | Sườn xe       | Động cơ                | Lốp xe | Pilot 1               | Pilot 2                                       | Pilot 3                                          | Pilot thử                                                   |
| ---------------------- | ------------- | ---------------------- | ------ | --------------------- | --------------------------------------------- | ------------------------------------------------ | ----------------------------------------------------------- |
| Honda F1               | RA106         | RA806E 2.4 V8          | M      | Số 11 R. Barrichello  | Số 12 Jenson Button                           | Số 36 A. Davidson3                               | James Rossiter2 Adam Carroll Danilo Dirani A. van der Merwe |
| BMW Sauber F1          | F1.06         | P86 2.4 V8             | M      | Số 16 Nick Heidfeld   | Số 17 J. Villeneuve                           | Số 38 Robert Kubica                              |                                                             |
| Ferrari F1             | 248 F1        | 056 2.4 V8             | B      | Số 5 M. Schumacher    | Số 6 Felipe Massa                             |                                                  | Luca Badoer Marc Gené                                       |
| McLaren F1             | MP4-21        | FO 108S 2.4 V8         | M      | Số 3 Kimi Räikkönen   | Số 4 J.P. Montoya10 P. de la Rosa10           |                                                  | P. de la Rosa Gary Paffett                                  |
| Midland F1             | M16           | RVX-06 2.4 V8          | B      | Số 18 Tiago Monteiro  | Số 19 C. Albers                               | Số 39 M. Winkelhock Giorgio Mondini Adrian Sutil | Roman Rusinov F. del Monte                                  |
| Red Bull F1            | RB2           | 056 2.4 V8             | M      | Số 14 David Coulthard | Số 15 Christian Klien                         | Số 37 R. Doornbos                                |                                                             |
| Renault F1             | R26           | RS26 2.4 V8            | M      | Số 1 F. Alonso        | Số 2 G. Fisichella                            |                                                  | Heikki Kovalainen                                           |
| Scuderia Toro Rosso F1 | STR01         | TJ2005 3.0 V10         | M      | Số 20 V. Liuzzi       | Số 21 Scott Speed                             | Số 40 Neel Jani                                  |                                                             |
| Super Aguri F1         | SA05 SA06     | RA806E 2.4 V8          | B      | Số 22 Takuma Sato     | Số 23 Yuji Ide4 F. Montagny4,11 S. Yamamoto11 | Số 41 F. Montagny1 J. Rossiter2 S. Yamamoto9     | Yuji Ide4                                                   |
| Toyota F1              | TF106 TF106B6 | RVX-06 2.4 V8          | B      | Số 7 R. Schumacher    | Số 8 Jarno Trulli                             |                                                  | Ricardo Zonta Olivier Panis                                 |
| Williams F1            | FW28          | CA2006 2.4 V8 4 Series | B      | Số 9 Mark Webber      | Số 10 Nico Rosberg                            | Số 35 A. Wurz                                    | N. Karthikeyan                                              |

## Lịch đua
| Chặng | Thời gian   | Giải        | Đường đua                     | Vô địch              | Vô địch |
| Chặng | Thời gian   | Giải        | Đường đua                     | Cá nhân              | Đội đua |
| ----- | ----------- | ----------- | ----------------------------- | -------------------- | ------- |
| 1     | 12 tháng 3  | Bahrain     | Đường đua Quốc tế Bahrain     | Fernando Alonso      | Renault |
| 2     | 19 tháng 3  | Malaysia    | Đường đua Quốc tế Sepang      | Giancarlo Fisichella | Renault |
| 3     | 2 tháng 4   | Úc          | Đường đua Melbourne           | Fernando Alonso      | Renault |
| 4     | 23 tháng 4  | San Marino  | Đường đua Enzo e Dino Ferrari | Michael Schumacher   | Ferrari |
| 5     | 7 tháng 5   | Châu Âu     | Đường đua Nürburgring         | Michael Schumacher   | Ferrari |
| 6     | 14 tháng 5  | Tây Ban Nha | Đường đua Catalunya           | Fernando Alonso      | Renault |
| 7     | 28 tháng 5  | Monaco      | Đường đua Monaco              | Fernando Alonso      | Renault |
| 8     | 11 tháng 6  | Anh         | Đường đua Silverstone         | Fernando Alonso      | Renault |
| 9     | 25 tháng 6  | Canada      | Đường đua Gilles Villeneuve   | Fernando Alonso      | Renault |
| 10    | 2 tháng 7   | Hoa Kỳ      | Đường đua Indianapolis        | Michael Schumacher   | Ferrari |
| 11    | 16 tháng 7  | Pháp        | Đường đua Nevers Magny-Cours  | Michael Schumacher   | Ferrari |
| 12    | 30 tháng 7  | Đức         | Đường đua Hockenheim          | Michael Schumacher   | Ferrari |
| 13    | 6 tháng 8   | Hungary     | Đường đua Hungaroring         | Jenson Button        | Honda   |
| 14    | 27 tháng 8  | Thổ Nhĩ Kỳ  | Đường đua Istanbul            | Felipe Massa         | Ferrari |
| 15    | 10 tháng 9  | Ý           | Đường đua Monza               | Michael Schumacher   | Ferrari |
| 16    | 1 tháng 10  | Trung Quốc  | Đường đua Quốc tế Thượng Hải  | Michael Schumacher   | Renault |
| 17    | 8 tháng 10  | Nhật Bản    | Đường đua Suzuka              | Fernando Alonso      | Renault |
| 18    | 22 tháng 10 | Brasil      | Đường đua José Carlos Pace    | Felipe Massa         | Ferrari |

## Kết quả xếp hạng

### Cá nhân
| TT | Tên                  | Đội đua                | Số chặng | Vô địch | 3 vị trí đầu | Xuất phát đầu | Điểm |
| -- | -------------------- | ---------------------- | -------- | ------- | ------------ | ------------- | ---- |
| 1  | Fernando Alonso      | Renault F1             | 18       | 7       | 14           | 6             | 134  |
| 2  | Michael Schumacher   | Ferrari F1             | 18       | 7       | 12           | 4             | 121  |
| 3  | Felipe Massa         | Ferrari F1             | 18       | 2       | 7            | 3             | 80   |
| 4  | Giancarlo Fisichella | Renault F1             | 18       | 1       | 5            | 1             | 72   |
| 5  | Kimi Raikkonen       | McLaren F1             | 18       | 0       | 6            | 3             | 65   |
| 6  | Jenson Button        | Honda F1               | 18       | 1       | 3            | 1             | 56   |
| 7  | Rubens Barrichello   | Honda F1               | 18       | 0       | 0            | 0             | 30   |
| 8  | Juan Pablo Montoya   | McLaren F1             | 10       | 0       | 2            | 0             | 26   |
| 9  | Nick Heidfeld        | BMW Sauber F1          | 18       | 0       | 1            | 0             | 23   |
| 10 | Ralf Schumacher      | Toyota F1              | 18       | 0       | 1            | 0             | 20   |
| 11 | Pedro de la Rosa     | McLaren F1             | 8        | 0       | 1            | 0             | 19   |
| 12 | Jarno Trulli         | Toyota F1              | 18       | 0       | 0            | 0             | 15   |
| 13 | David Coulthard      | Red Bull F1            | 18       | 0       | 1            | 0             | 14   |
| 14 | Mark Webber          | Williams F1            | 18       | 0       | 0            | 0             | 7    |
| 15 | Jacques Villeneuve   | BMW Sauber F1          | 12       | 0       | 0            | 0             | 7    |
| 16 | Robert Kubica        | BMW Sauber F1          | 6        | 0       | 1            | 0             | 6    |
| 17 | Nico Rosberg         | Williams F1            | 18       | 0       | 0            | 0             | 4    |
| 18 | Christian Klien      | Red Bull F1            | 15       | 0       | 0            | 0             | 2    |
| 19 | Vitantonio Liuzzi    | Scuderia Toro Rosso F1 | 18       | 0       | 0            | 0             | 1    |
| 20 | Scott Speed          | Scuderia Toro Rosso F1 | 18       | 0       | 0            | 0             | 0    |
| 21 | Tiago Monteiro       | Midland F1             | 18       | 0       | 0            | 0             | 0    |
| 22 | Christijan Albers    | Midland F1             | 18       | 0       | 0            | 0             | 0    |
| 23 | Takuma Sato          | Super Aguri F1         | 18       | 0       | 0            | 0             | 0    |
| 24 | Robert Doornbos      | Red Bull F1            | 3        | 0       | 0            | 0             | 0    |
| 25 | Yuji Ide             | Super Aguri F1         | 4        | 0       | 0            | 0             | 0    |
| 26 | Sakon Yamamoto       | Super Aguri F1         | 7        | 0       | 0            | 0             | 0    |
| 27 | Franck Montagny      | Super Aguri F1         | 7        | 0       | 0            | 0             | 0    |

### Đội đua
| TT | Đội đua                | Xe           | Động cơ  | Lốp | Chặng | Vô địch | 3 vị trí đầu | Xuất phát đầu | Điểm |
| -- | ---------------------- | ------------ | -------- | --- | ----- | ------- | ------------ | ------------- | ---- |
| 1  | Renault F1             | R26          | Renault  | M   | 18    | 8       | 19           | 7             | 206  |
| 2  | Ferrari F1             | 248 F1       | Ferrari  | B   | 18    | 9       | 19           | 7             | 201  |
| 3  | McLaren F1             | MP4-21       | Mercedes | M   | 18    | 0       | 9            | 3             | 110  |
| 4  | Honda F1               | RA106        | Honda    | M   | 18    | 1       | 3            | 1             | 86   |
| 5  | BMW Sauber F1          | F1.06        | BMW      | M   | 18    | 0       | 2            | 0             | 36   |
| 6  | Toyota F1              | TF106 TF106B | Toyota   | B   | 18    | 0       | 1            | 0             | 35   |
| 7  | Red Bull F1            | RB2          | Ferrari  | M   | 18    | 0       | 1            | 0             | 16   |
| 8  | Williams F1            | FW28         | Cosworth | B   | 18    | 0       | 0            | 0             | 11   |
| 9  | Scuderia Toro Rosso F1 | STR01        | Cosworth | M   | 18    | 0       | 0            | 0             | 1    |
| 10 | Midland F1             | M16          | Toyota   | B   | 18    | 0       | 0            | 0             | 0    |
| 11 | Super Aguri F1         | SA05 SA06    | Honda    | B   | 18    | 0       | 0            | 0             | 0    |